# Eliza Orme
Pour les articles homonymes, voir Orme (homonymie).
Eliza ou  Elizabeth Orme, née le 25 décembre 1848, à Regent's Park, à Londres, et morte le 22 juin 1937, à Londres, est une avocate britannique et première femme à obtenir un diplôme de droit en Angleterre, à l'University College London en 1888.

## Biographie
Issue d'une famille de la classe moyenne bien intégrée, Eliza Orme est la septième des huit enfants de Charles et Eliza Orme. Sa passion du droit lui vient du fait que ses parents soutenaient l'éducation des femmes amis aussi parce qu'ils invitaient souvent à la maison des universitaires et des artistes tels que Thomas Carlyle et John Stuart Mill. Elizabeth Orme commence son cursus scolaire au Bedford College for Women, avant d'intégrer l'University College London, lorsqu'il est permis aux hommes et aux femmes d'assister aux cours à partir de 1871. Elle reçoit des prix et des bourses en économie politique, en jurisprudence et en droit romain, mais ne peut pas obtenir de diplôme, car l'université de Londres, qui comprend le University College London, ne permet alors pas,,.
En 1874, elle écrit deux articles pour le journal The Examiner sur le sujet des diplômes pour les femmes à l'université de Londres, plaidant en faveur de l'éducation des femmes. Quatre ans plus tard, l'université fait volte-face et permet aux femmes de recevoir des diplômes et, en 1878, elle passe les deux premiers examens de licence de droit avec mention. Elle obtient sa licence en droit à l'université de Londres en 1888,,.

## Carrière
Bien que n'ayant pas encore reçu son diplôme, Eliza Orne commence à travailler dans le domaine juridique en 1872 alors qu'Helen Taylor paie ses frais de scolarité pour étudier à Lincoln's Inn. Elle fait ses débuts dans le cabinet d'un avocat, John Savill Vaizey, en 1873. À l'obtention de son diplôme, elle continue de travailler dans des cabinets spécialisés dans les testaments, les hypothèques et les transactions immobilières.
En 1893, Eliza Orme est invitée à envoyer des documents au Congrès sur la jurisprudence et la réforme du droit, dans le cadre de l'Exposition universelle de Chicago, où pour la première fois les femmes sont invitées à participer à un congrès juridique officiel. Sa communication, intitulée The Legal Status of Women in England, est lue en son nom par Mary A. Ahren,.

## Vie personnelle
Eliza Orme a vécu la majeure partie de sa vie avec ses parents à Londres, jusqu'à leur décès dans les années 1890, puis avec sa sœur Beatrice à Tulse Hill. Elle meurt en 1937 à Streatham d'une insuffisance cardiaque. Sa collègue Reina Lawrence est l'exécutrice testamentaire et la bénéficiaire résiduaire de son testament à sa mort. Il est possible qu'elles aient eu une relation intime.